# Michał Febres Cordero y Muñoz
Michał Febres Cordero y Muñoz FSC, Francisco Febres-Cordero Muñoz (ur. 13 listopada 1854 w Cuence, zm. 9 lutego 1910 w Premià de Mar) – święty Kościoła katolickiego, jedyny kanonizowany mężczyzna pochodzący z Ekwadoru, językoznawca, tłumacz i poeta, członek hiszpańskiej Królewskiej Akademii, Académie française, zakonnik.

## Życiorys
Pochodził z rodziny zaangażowanej politycznie w życie Ekwadoru. Był wnukiem działacza niepodległościowego Leóna Febresa Cordero, jego ojcem był aktywista polityczny Francisco Febres Cordero Montoya, a matką Ana Muñoz Cárdenas pochodziła z wpływowej rodziny w Cuenca. Od dzieciństwa cierpiał na niedowład nóg.
Mimo nacisków rodziców, którzy widzieli jego przyszłość w seminarium diecezjalnym, wstąpił 24 marca 1868 do zakonu lasalianów, u których kształcił się wcześniej w Cuenca. Przyjął imię zakonne Michał na cześć Michała Archanioła (na chrzcie otrzymał imię Franciszek).
Po ukończeniu nauki pracował w szkole, do której sam uczęszczał. Jego apostolat wypełniała praca wychowawcza z młodzieżą w Quito (1896–1907), przygotowywanie dzieci do przyjęcia Pierwszej Komunii Świętej, a także prowadzenie działalności wydawniczej. W 1906 r. pełnił obowiązki przełożonego domu. Jego znajomość hiszpańskiego przyczyniła się do uznania, jakim się cieszył w kręgach akademickich i późniejszego zaangażowania w Europie. Od 1892 r. jako członek akademii lingwistycznej Ekwadoru był też członkiem korespondentem hiszpańskiej Królewskiej Akademii, a w 1900 r. został członkiem Académie française, sześć lat później członkiem korespondentem Akademii Wenezueli.
W 1904 r. we Francji doszło do konfiskaty mienia Zgromadzenia Braci Szkół Chrześcijańskich, będącej wynikiem polityki prowadzonej przez tamtejszy rząd. Sytuacja zgromadzenia wymagała podjęcia działań, do których skierowano w 1907 br. Michała Febresa Cordero y Muñoza. Pracował w belgijskim Lembecq (pod Brukselą) jako redaktor czasopisma, a później ze względów zdrowotnych przeniesiony został do nowicjatu w Premià de Mar. W tym ostatnim miejscu zastały go antyklerykalne wystąpienia 1909 roku. Uciekając przed prześladowcami, niósł konsekrowane hostie. Początkowo ukrywał się w porcie w Barcelonie, następnie znalazł schronienie w kolegium Bonanova.
Zmarł w opinii świętości, namaszczony i przyjąwszy wiatyk. Po jego śmierci na zapalenie płuc ogłoszono żałobę narodową.
Był poetą i autorem podręczników, zapamiętanym z nabożeństwa do Najświętszego Sakramentu i jako wytrwały, pogody, dobry pedagog.

## Patronat
Uznawany jest za patrona poetów, edukacji, katechizacji i instytutów katechetycznych w Ekwadorze.

## Dzień obchodów
Jego wspomnienie liturgiczne w Kościele katolickim przypada na 9 lutego.

## Relikwie i sanktuaria
Relikwie Michała Febresa Cordero y Muñoza znajdują się w świątyni w stolicy Ekwadoru Quito. Szczególnym miejscem kultu jest Quito.

## Beatyfikacja i kanonizacja
Michał Febres Cordero y Muñoz beatyfikowany został przez papieża Pawła VI 30 października 1977, a kanonizowany został przez Jana Pawła II 25 czerwca 1984.